# Dois Lajeados
Dois Lajeados est une municipalité brésilienne située dans l'État du Rio Grande do Sul.